# Минилуны

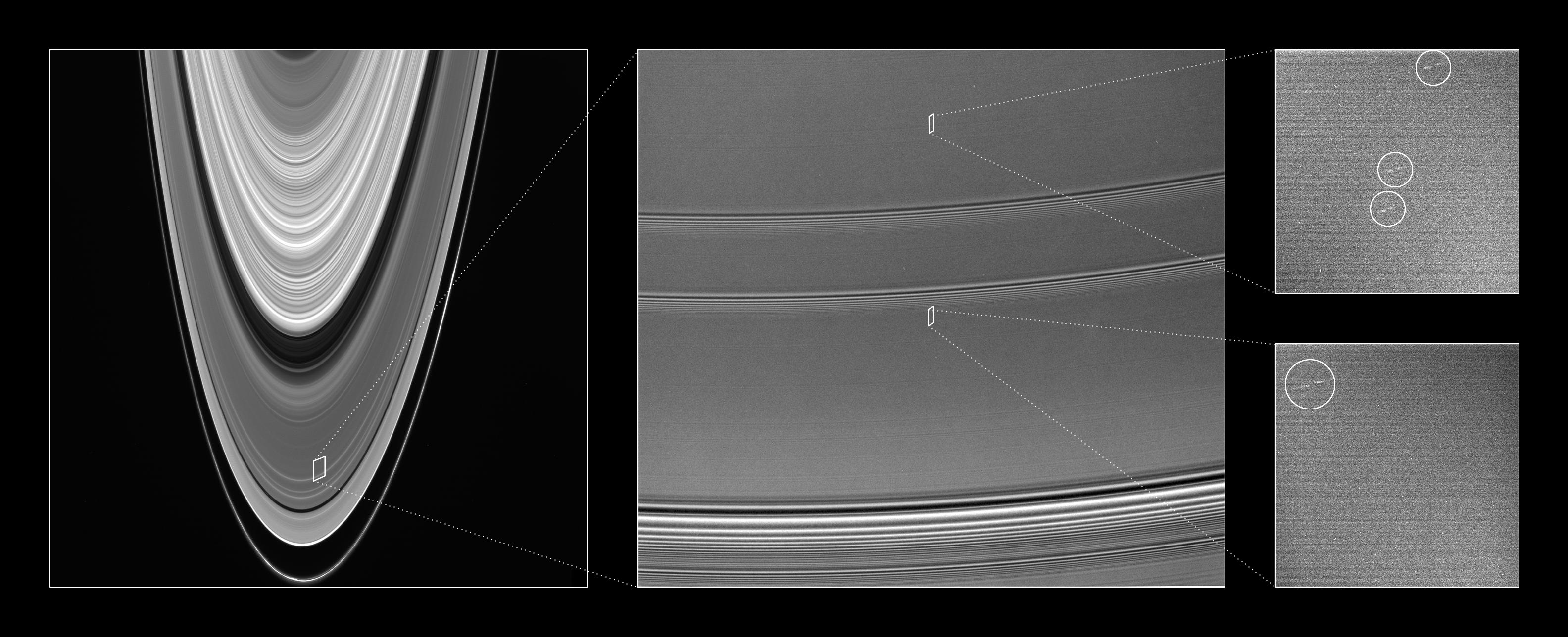
Расположение первых четырех минилун, обнаруженных в Кольце А

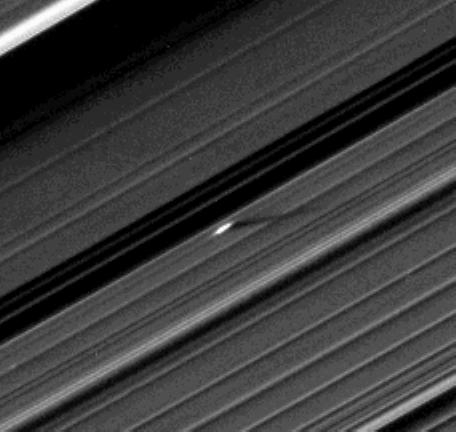
Минилуна Эрхарт диаметром 400 м в Кольце А около щели Энке

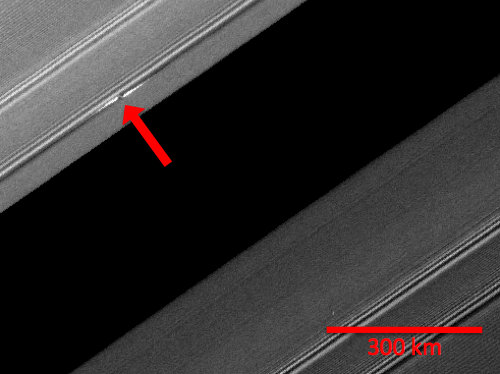
Другое изображение Эрхарт

Минилуны — спутники Сатурна, находящиеся в кольцах планеты и столь малые, что они не могут расчищать свою орбиту от материала колец.
Этот новый тип спутников Сатурна открыл аппарат Кассини. Как сообщили представители НАСА, осколки размером около 100 м вращаются прямо в кольцах планеты. По оценкам специалистов, число таких спутников внутри колец — около 10 млн.
Минилуна притягивает к себе материал из кольца. В то же время по третьему закону Кеплера обломки кольца, расположенные внутри орбиты минилуны, имеют бо́льшую, чем сама минилуна, угловую скорость, а вовне — меньшую. Взаимодействие этих двух эффектов образует «пропеллер», хорошо видимый возле минилуны, поэтому их называют в честь пионеров авиации.

## Список минилун
| Название                         | Большая полуось орбит, км | Эпоним                |
| -------------------------------- | ------------------------- | --------------------- |
| Эрхарт (Earhart)                 | 133 797,840               | Амелия Эрхарт         |
| Пост (Post)                      | 133 803,99                | Уайли Пост            |
| Сикорский (Sikorsky)             | 133 885,0475              | Игорь Сикорский       |
| Кёртисс (Curtiss)                | 133 909,36                | Гленн Кёртисс         |
| Линдберг (Lindbergh)             | 133 970,69                | Чарльз Линдберг       |
| Райт (Wright)                    | 134 080,03                | братья Райт           |
| Кингсфорд-Смит (Kingsford Smith) | 134 336,9350              | Чарльз Кингсфорд-Смит |
| Хинклер (Hinkler)                | 134 474,639               | Берт Хинклер          |
| Сантос-Дюмон (Santos-Dumont)     | 134 524,6067              | Альберто Сантос-Дюмон |
| Рихтгофен (Richthofen)           | 134 778,83                | Манфред фон Рихтгофен |
| Блерио (Blériot)                 | 134 912,2452              | Луи Блерио            |
| S/2010 S 2                       | ≈136 540                  |                       |

## Галерея

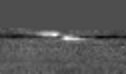
Минилуна Блерио
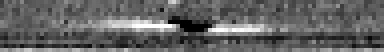
Минилуна Сантос-Дюмон
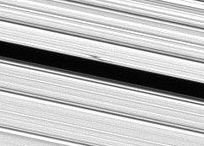
Минилуна S/2010 S 2